# Liv Signe Navarsete

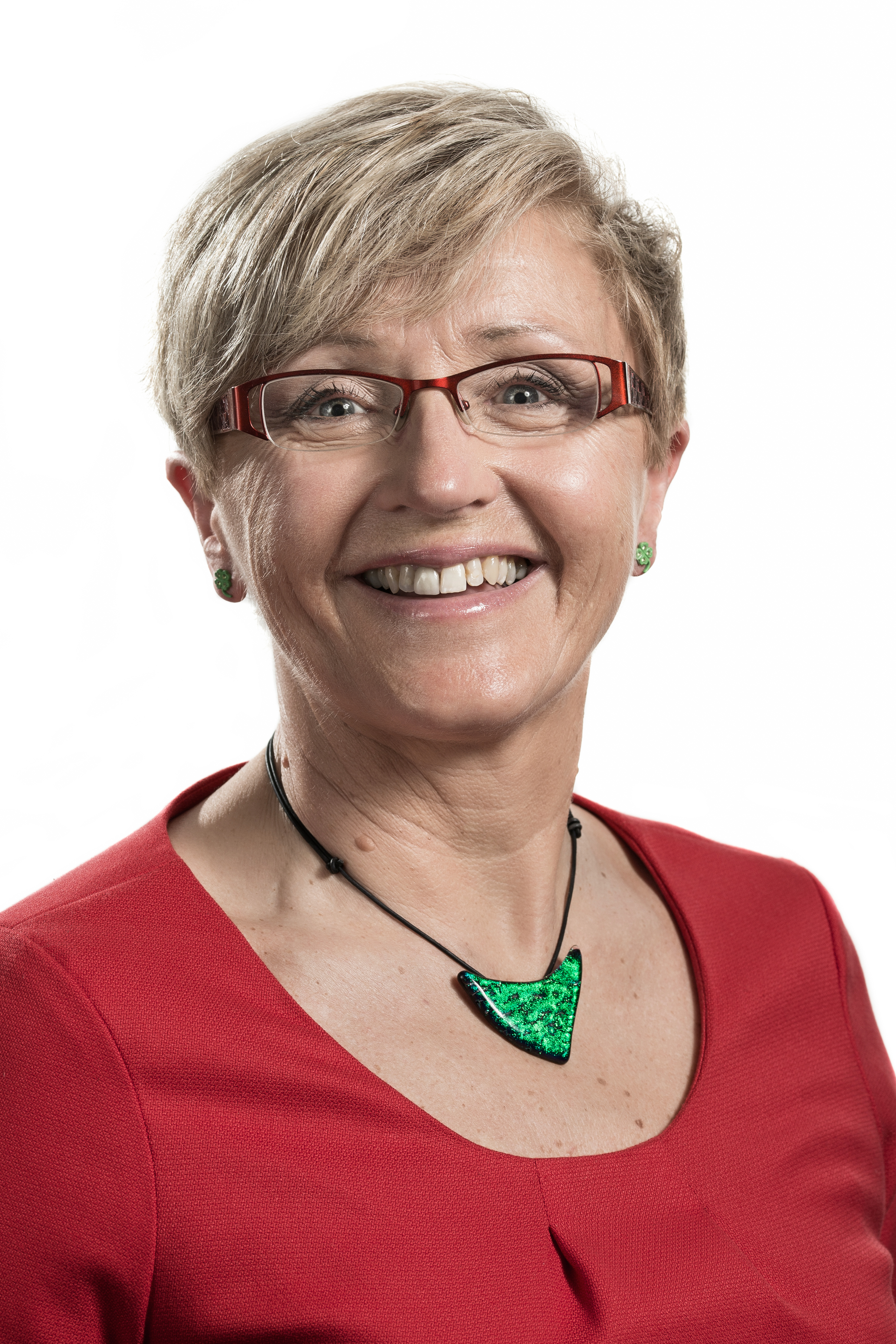
Liv Signe Navarsete, 2013

Liv Signe Navarsete (* 23. Oktober 1958 in Sogndal) ist eine norwegische Politikerin der Senterpartiet (Sp). Von 2005 bis 2021 war sie Abgeordnete im Storting, von Oktober 2005 bis Oktober 2009 die Verkehrsministerin und anschließend bis Oktober 2013 die Kommunal- und Regionalministerin ihres Landes. Von 2008 bis 2014 war sie die Vorsitzende der Senterpartiet. Seit September 2022 ist sie Statsforvalterin im Fylke Vestland.

## Leben
Navarsete wuchs auf einem Bauernhof in Fremste Hundere auf. Sie selbst beschrieb das Christentum als wichtigen Bestandteil ihre Jugend. Bis 1977 besuchte sie das Gymnasium in Sogndal. Anschließend begann sie selbstständig als Landwirtin auf dem eigenen Hof zu arbeiten. Ab 1985 arbeitete sie im Verkauf mit, unter anderem beim Molkereibetrieb Sogn og Fjordane Meieri. Von 1995 bis 1999 studierte sie Wirtschaft und Verwaltung an der Hochschule Sogn og Fjordane (Høgskulen i Sogn og Fjordane), zugleich war sie für die Versicherungsgesellschaft Gjensidige Forsikring tätig. Im Jahr 1999 studierte sie zudem an der Universität Bergen. Während dieser Zeit war sie auch in der Lokalpolitik aktiv. Navarsete saß in den Jahren 1991 bis 1995 im Kommunalparlament der Gemeinde Sogndal und danach bis 2005 im Fylkesting des damaligen Fylkes Sogn og Fjordane. Von 2003 bis 2005 war sie Mitglied im Kommunalparlament von Lærdal. In Sogn og Fjordane fungierte sie von 1998 bis 2004 zudem als Senterpartiet-Vorsitzende. Im Februar 1999 begann sie ihre Tätigkeit als politische Referentin für die Senterpartiet-Politikerin und Ministerin Magnhild Meltveit Kleppa im Sozial- und Gesundheitsministerium. Ihre Zeit dort endete mit dem Abtritt der Regierung Bondevik II im März 2000. Danach arbeitete sie bis 2001 als Sekretariatsleiterin des IT-Forums Sogn og Fjordane. Im Jahr 2001 wurde Navarsete zur zweiten stellvertretenden Vorsitzenden der Senterpartiet gewählt.
Navarsete zog bei der Parlamentswahl 2005 erstmals in das norwegische Nationalparlament Storting ein. Dort vertrat sie den Wahlkreis Sogn og Fjordane. Am 17. Oktober 2005 wurde sie zur Verkehrsministerin in der Regierung Stoltenberg II ernannt. Im September 2008 wurde sie nach dem Rücktritt von Åslaug Haga zur neuen Parteivorsitzenden der Senterpartiet gewählt. Zu ihrem Amtsantritt erzielte die Partei in Wahlumfragen schlechte Ergebnisse.  Aufgrund ihrer Regierungsmitgliedschaft wurde Navarsete für die gesamte von 2005 bis 2009 andauernde Legislaturperiode im Storting von ihrem Parteikollegen Erling Sande vertreten. Bei der Wahl 2009 zog sie erneut in das Parlament ein. Im Anschluss an die Wahl kam es zu einer Regierungsumbildung und Navarsete wechselte am 20. Oktober 2009 ins Amt der Kommunal- und Regionalministerin. Im Storting wurde sie erneut in der gesamten Periode von Erling Sande ersetzt. Ihre Amtszeit als Ministerin endete am 16. Oktober 2013 mit dem Abtritt der Regierung von Jens Stoltenberg.
Navarsete nahm nach ihrer Zeit als Ministerin ihre Tätigkeit als reguläre Abgeordnete im Storting auf. Dort wurde sie Mitglied im Außen- und Verteidigungsausschuss, wo sie auch nach der Stortingswahl 2017 verblieb. Bis April 2014 war sie zudem Fraktionsvorsitzende der Senterpartiet-Gruppierung. Das Ende ihrer Zeit als Fraktionsvorsitzender folgte nach der Wahl von Trygve Slagsvold Vedum zum neuen Parteivorsitzenden. Zuvor war es unter Navarsete zu einem schlechten Wahlergebnis im Herbst 2013 und parteiinternen Streitigkeiten gekommen. Sie hatte unter anderem im September 2012 Sandra Borch, die damalige Vorsitzende der Parteijugend Senterungdommen, öffentlich zurechtgewiesen, nachdem diese geäußert hatte, dass Ola Borten Moe ein geeigneter Nachfolger für Narvarsete sei.
Im Mai 2020 kündigte sie an, bei der Parlamentswahl 2021 nicht erneut für einen Sitz im Storting zu kandidieren. Sie schied in der Folge im Herbst 2021 aus dem Storting aus. Im Juni 2022 wurde sie mit Wirkung zum 1. September 2022 zum Statsforvalter des Fylkes Vestland ernannt. Im Oktober 2022 kam die von Jens Kihl geschriebene von Navarsete autorisierte Biografie Eg veit kva eg snakkar om heraus.

## Auszeichnungen
Im Jahr 2007 erhielt sie den Sprachpreis Storegutprisen für ihren Gebrauch von Nynorsk.